# Партия на отчетността, компетентността и прозрачността
Канадската онлайн партия (на френски: Parti Canadien EN Ligne), съкратено OPC, е канадски уеб сайт и федерално регистрирана политическа партия създадена през октомври 2010 г. Партията е създадена от Майкъл Никула от Торонто.

## Основаване
Канадската онлайн партия е политически необвързана партия, създадена върху принципите на директната електронна демокрация, при която членовете гласуват директно по специфични проблеми, чрез партиен уеб сайт, и в отговор на което, партийни лица (кандидати) трябва да подкрепят позицията по проблема, изразена от мнозинството, независимо от своята лична позиция.
За да се осигури отчетност, всички представители на партията, трябва да си подпишат своята оставка, преди да могат да бъдат годни да кандидатстват за пост в партията. Всеки представител на партията който гласува срещу волята на мнозинството може да бъде задължен да си подаде оставката.

## Политическа платформа
Канадската онлайн партия няма поставена политическа програма. Политическата платформа е набор от проблеми, поставени на уеб сайта на партията, гласувани от членовете и групирани по категории, например икономика, здравеопазване, енергетика, околна среда и др. Ключовия аспект на платформата е важността дадена на определени категории, въпреки че определени проблеми и съответстващите им позиции се определят изцяло от гласовете на членовете на партията.

## Членуване
За разлика от повечето познати политически партии, всички пълноправни гласоподаватели, включително и привърженици на други федерални партии, имат правото, а и са силно окуражавани да бъдат членове на Канадската Онлайн Партия, с цел да гласуват и обсъждат проблемите. В този смисъл Канадската онлайн партия прилича повече на виртуален Кандаски парламент, като представя всички политически партии, отколкото да прилича на традиционна политическа партия.
За да се подсигури, че всеки гласуващ пуска само един глас по даден проблем, се отчитат само гласовете на членовете, по отношение на официалната позиция на партията, и членовете се ауторизират[ неясно? ], след като подадат в Канадската онлайн партия специална хартиена молба, одобрена от Elections Canada. Чрез този процес, всеки член на Канадската Онлайн Партия, и неговия съответстващ избирателен регион е възможно да бъде потвърден през Националния регистър на гласоподавателите, по подобие на идентификационния процес по време на Федералните избори в Канада.